# Тис-Уирское дерби
Тис-Уирское дерби (англ. Tees–Wear derby) — футбольное соперничество между клубами «Мидлсбро» и «Сандерленд». Название дерби происходит от названия агломераций Тиссайд (Мидлсбро) и Уирсайд (Сандерленд). Оба клуба расположены в Дареме, Северо-Восточная Англия, расстояние между клубами составляет 26 миль. Одно из двух важных дерби как для «Мидлсбро», так и для «Сандерленда» наряду с Тайн-Тисским дерби и Тайн-Уирским дерби против «Ньюкасл Юнайтед».
Соперничество между командами усилилось в 1990-е годы, когда обе команды выступали в Премьер-лиге, и продолжилось в XXI веке. Во время матчей между командами регулярно происходят стычки между болельщиками и проводится много арестов. В сезоне 2016/17 оба клуба выступают в Премьер-лиге, и впервые за 7 лет Тис-Уирское дерби пройдёт в высшем дивизионе.

## Результаты
| Турнир       | Игры | Победы «Сандерленда» | Ничьи | Победы «Мидлсбро» | Голы «Сандерленда» | Голы «Мидлсбро» |
| ------------ | ---- | -------------------- | ----- | ----------------- | ------------------ | --------------- |
| Лига         | 137  | 58                   | 33    | 46                | 198                | 175             |
| Кубок Англии | 9    | 4                    | 3     | 2                 | 15                 | 13              |
| Кубок лиги   | 6    | 1                    | 1     | 4                 | 3                  | 8               |
| Прочие       | 2    | 0                    | 0     | 2                 | 2                  | 4               |
| Итого        | 154  | 63                   | 37    | 54                | 218                | 200             |

## Достижения
| Команда    | Чемпионат | Кубок Англии | Кубок лиги | Суперкубок | Итого |
| ---------- | --------- | ------------ | ---------- | ---------- | ----- |
| Сандерленд | 6         | 2            | 0          | 1          | 9     |
| Мидлсбро   | 0         | 0            | 1          | 0          | 1     |